# Стаменкович, Филип
Филип Стаменкович (серб. Филип Стаменковић; род. 15 сентября 1998, Ниш) — сербский футболист, защитник.

## Карьера
25 августа 2020 года перешёл в сербский клуб «Златибор». 26 сентября 2020 года в матче против клуба «Явор» Иваница дебютировал в сербской Суперлиге.
19 августа 2021 года стал игроком российского клуба «Велес».
18 января 2023 года подписал контракт с клубом «Металлург» Бекабад. 3 марта 2023 года в матче против клуба «Нефтчи» Фергана дебютировал в чемпионате Узбекистана.

## Клубная статистика
| Игровая карьера | Игровая карьера     | Игровая карьера | Лига | Лига | Кубок | Кубок | Межд. | Межд. | Др. | Др. |
| --------------- | ------------------- | --------------- | ---- | ---- | ----- | ----- | ----- | ----- | --- | --- |
| 2017/18         | Раднички (Белград)  | В               | ?    | ?    | 1     | 0     | —     | —     | —   | —   |
| 2019/20         | Динамо (Вране)      | Б               | 18   | 1    | 1     | 0     | —     | —     | —   | —   |
| 2020/21         | Динамо (Вране)      | Б               | 1    | 0    | —     | —     | —     | —     | —   | —   |
| 2020/21         | Златибор            | А               | 22   | 0    | 1     | 0     | —     | —     | —   | —   |
| 2021/22         | Велес               | Б               | 23   | 1    | 1     | 0     | —     | —     | —   | —   |
| 2022/23         | Велес               | Б               | 5    | 0    | 1     | 0     | —     | —     | —   | —   |
| 2023            | Металлург (Бекабад) | А               | 4    | 0    | 1     | 0     | —     | —     | —   | —   |